# Селянська Марія Євгенівна
Селянська Марія Євгенівна (нар. 13 травня 1968, Москва, СРСР) — російська акторка.
Народилася 13 травня 1968 р. Дочка акторів Євгена і Лілії Євстигнєєвих. Закінчила Школу-студію МХАТу (1988). Акторка театру «Современник».
Знялась у стрічках: «Погань» (1990, Аліса), «Машенька» (1991, т/ф), «Хелп мі!» (1991), «Ка-ка-ду» (1992), «Інший» (1993) тощо.